# Verhnyejanaktajevo
Verhnyejanaktajevo (orosz betűkkel: Верхнеянактаево, baskír nyelven: Үрге Янахтай) falu Oroszországban, a Baskír Köztársaságban, a Baltacsevói járásban.

## Népesség
- 2002-ben 201 lakosa volt, melynek 88%-a mari.
- 2010-ben 171 lakosa volt.